# ハイデッカー

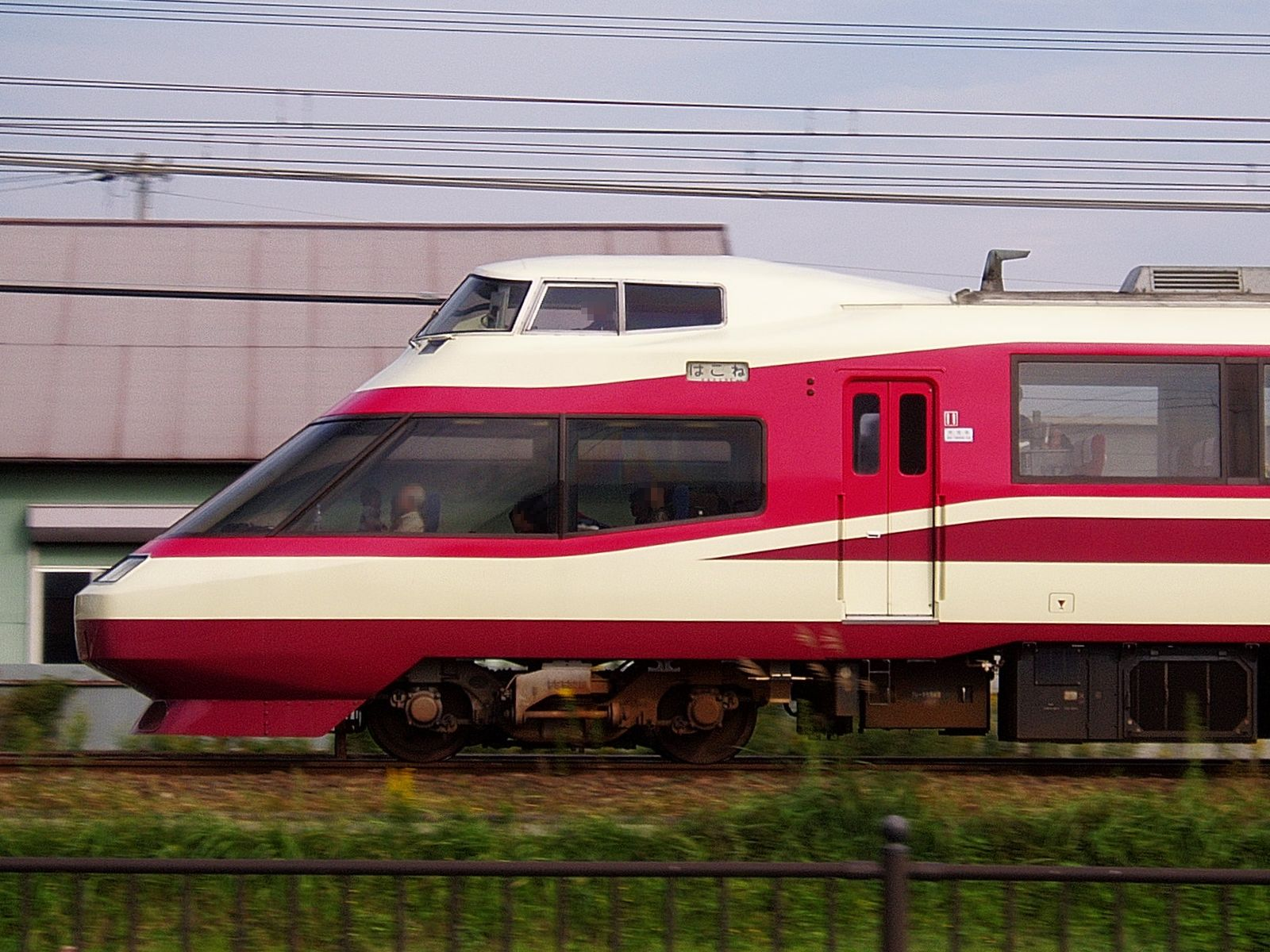
小田急10000形電車「HiSE」

ハイデッカー (high decker) は、客室の床を通常より高い位置に配置したバスや鉄道車両の構造。「ハイデッカー車」と呼ばれることもある。2階建車両に近い全高を持つが、平屋構造である。
座席からの眺望を良くすべく観光目的の車両・路線から採用がはじまった。日本のバス車両においては観光バスや高速路線バスの主流であるほか、鉄道においてはジョイフルトレインやグリーン車の一部などに見られる。
「ハイデッカー」の語は英語に由来したものではなく客室の床（デッキ）を高くした車両構造を表す日本で用いられている表現である。イギリスには Coach 、アメリカには Greyhound の語があるが、車両構造を意味するものではなく、あくまで長距離バスサービスの名称である。

## バス

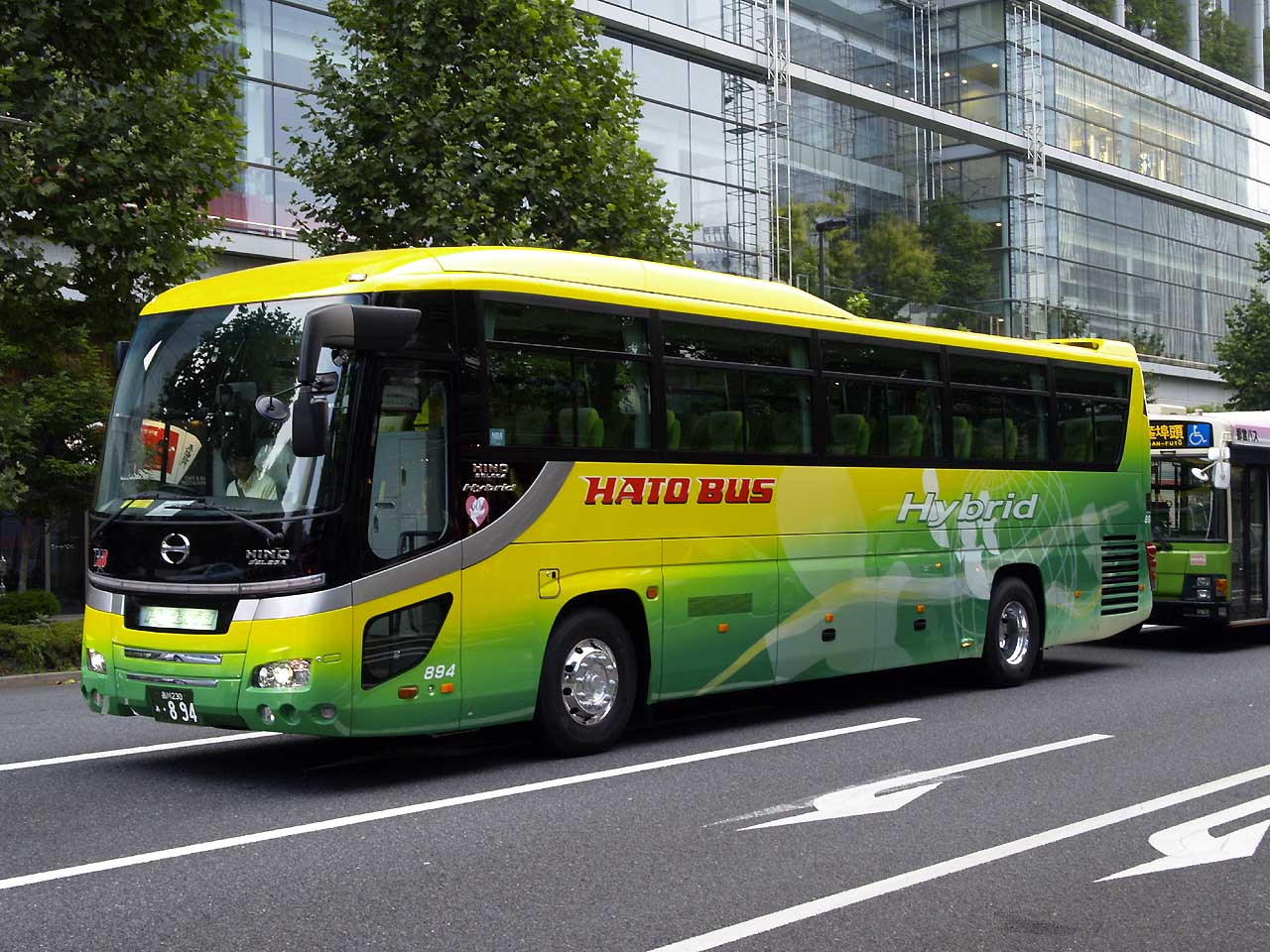
ハイデッカーを採用したバスの例（日野・セレガハイブリッド）

バスにおける「ハイデッカー」とは、客席床面にホイールハウスの張り出しがないものをいう。
日本のバス分野でのハイデッカーの登場は1960年（昭和35年）前後に遡るとされるが、1964年（昭和39年）には三菱ふそう（ボディは三菱重工業）が観光バス向けのオプション仕様として「セミデッカー」と呼ばれる部分高床車を設定、観光車のほか高速路線車としても採用された。1976年（昭和51年）にはいすゞ自動車（ボディは川重車体工業）が全高3.3 m・全室高床構造の「ハイデッカー I型」を発売、さらに翌1977年（昭和52年）には日産ディーゼル（現在のUDトラックス。ボディは富士重工業）や三菱ふそう（ボディは三菱自動車工業）がこれに追随してフルデッカー型の車体を設定したことから、急速に全室高床車が普及していくこととなった。

### スーパーハイデッカー

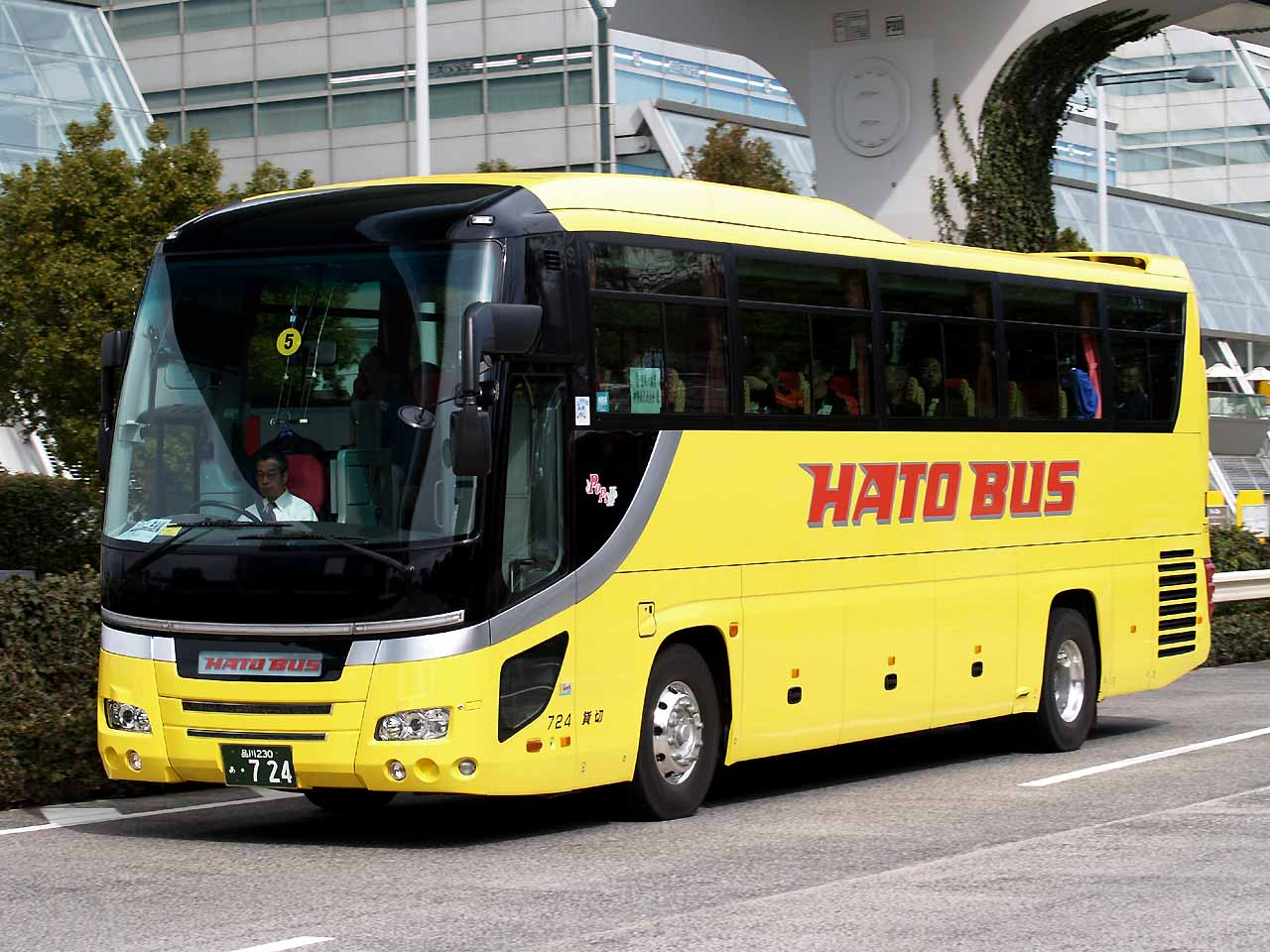
スーパーハイデッカーの例（日野・セレガ）

スーパーハイデッカーは、床面をさらに嵩上げし全高を3.6 m以上に引き上げ、主に眺望と床下架装スペースの拡大（主に荷物室）を両立したバスのことである。上級仕様の観光車や夜行高速路線車などに幅広く採用されている。夜行高速車の場合、床下にトイレや仮眠室を設けている。2階建てバス（ダブルデッカー）とハイデッカーの中間的な高さから「中二階車」と呼ばれることもあるほか、かつては「2階だけバス」と呼ばれたこともある。
スーパーハイデッカーは従来車に対して車高が高く、車重が増すため、法令で定められた1軸10 tまでという軸重制限から、当初は後輪を2軸にした3軸車がメインであった。しかし3軸車は一般に走行安定性は良いものの、法令で定められた全長12.0 mまでという制限下では床下架装スペースの減少を招き、全体の車重がさらに増すこと、タイヤ本数の増加による維持費の増加などの問題があり、その後、2軸スーパーハイデッカーが開発されることとなった。当初は車高を3軸車に比べ若干下げる、補助席の定員を制限するなどの軽量化対策が採られていたが、ホイールベースの短縮で前車軸を後方へ下げ、燃料タンクをフロントオーバーハングに移すことで前車軸に負担させる荷重を増しつつ重心位置を適正化、後車軸の軸重に余裕を持たせることに成功した。これにあわせ、ハブ、ホイール、タイヤ自体の許容荷重も引き上げられており、ハブボルト（ホイールボルト）もトラックと共通の8本から10本に増強し、負担力が向上している。しかし、これらの変更で、ピッチングとハーシュネス（乗り心地のうち、突き上げ感）は増す結果となった。

#### 沿革
日本初のスーパーハイデッカーは1977年（昭和52年）に大阪の中央交通によって輸入されたネオプランN116/3シティライナー（前1・後2の3軸車）といわれている。
その後、2階建てバスでは、1、2階ともに居住性に制約が出ることから、豪華観光バス向けとして、シングルデッキのスーパーハイデッカーに注目が集まることとなった。
1983年（昭和58年）、バンホール・アクロンが岐阜乗合自動車などに導入される。同車は国内初の全高3.6 mの2軸スーパーハイデッカーである。
翌1984年（昭和59年）に三菱自動車工業（現・三菱ふそうトラック・バス）から国産初のスーパーハイデッカーであるP-MS725S改型スーパーエアロIが登場する。エアロバスの車高を途中から上げ、一部に傾斜の付いた独特の屋根形状が特徴である。さらに全体的に車高を上げたスーパーエアロ IIが登場する。スーパーエアロ IIは試作車にもかかわらずかなりの販売実績を残し、「ノクターン号」など夜行高速バスにも使われた。なおこのスーパーエアロは2軸車のため、軸重の関係から全高が3.5 mに押さえられていた。
同じく1984年に日産ディーゼル（現・UDトラックス）はK-DA50T型をモデルチェンジし、P-DA66U型を発売した。3軸車のため軸重に余裕があり、日本製では初めて全高3.6 mを実現したと同時に、初の型式承認を受けた（改造扱いではない）スーパーハイデッカーとなった。なおK-DA50T型は1981年（昭和56年）に登場した日本製では初の3軸車で、ハイデッカーから約200 mmほど車高（床高さ）をアップしており、国産スーパーハイデッカーの先駆けとなった。P-DA66U型は翌1985年（昭和60年）にモデルチェンジし、P-DA67UE型となった。前輪独立懸架となり、3軸車の強みを生かして重装備に対応し、今回からスペースウイングの名称が与えられた。車体はほとんどが富士重工業製だが、一部に西日本車体工業製が存在する。
1985年3月には三菱自動車からエアロクィーン Kが発売された。車体を呉羽自動車工業（現・三菱ふそうバス製造）が担当し、エアロキングと共通性が高いデザインとなった。試作車扱いだが国産初の低運転台、2軸車全高3.6 mのスーパーハイデッカーである。
同年8月、日野自動車からブルーリボングランデッカーが発売される。全高3.6 mの2軸車としては初の型式承認を得た車種となった。
同年10月、三菱自動車からエアロクィーン Wが登場する。三菱初の型式承認を得た同車は3軸車で、シャシはエアロキングと共通であった。
1986年（昭和61年）にはいすゞから同社初のスーパーハイデッカーである「スーパークルーザー」が登場する。2軸車で軸重に余裕を持たせるため、ホイールベースを短縮し、フロントオーバーハングに燃料タンクを設けているのが特徴である。またISO準拠の10スタッドホイール（ハブボルトが10本）が初採用となった。アイ・ケイ・コーチ（いすゞバス製造を経て、現・ジェイ・バス）、富士重工業が車体を架装した。
1986年に西日本車体工業から、4メーカーすべてのシャーシに対応可能なスーパーハイデッカーボディのSD-I型が登場する。ハイデッカー用シャシに架装される関係上、軸重の関係からスーパーエアロと同じく全高を3.5 mに抑えている。
1988年（昭和63年）に三菱自動車からP-MS729S型エアロクィーンMが登場する。軽量ボディに高出力エンジンで、当時増えていた夜行高速バスに多く使われた。ほぼ同時期に西日本車体工業から、P-MS729S型シャシに架装した、西工初の本格的な2軸スーパーハイデッカーSD-IIが登場した。SD-II型は「ムーンライト号」など西日本で夜行高速バスに広く使われた。

### 市場競争の激化
1990年（平成2年）に日野自動車はブルーリボンRU6B系観光バスをモデルチェンジして、セレガを発売する。なめらかな曲面で構成された前面、ヘッドランプとコーナリングランプの一体化など、スタイルを一新し、観光バスに新たなイメージを作った。
またエンジンは前モデルのブルーリボン・グランデッカーが330 psと出力不足であったため、特に夜行高速バス市場において、競合するエアロクィーン Mの355 psに対して劣勢であった。そのため、それを大幅に上回る370 psのエンジンを採用した。これにより、夜行高速車においてもある程度、エアロクィーン Mからシェアを奪うことに成功した。
この後、観光バスの高出力化競争が活発化し、自動車NOx・PM法が強化される1990年代末まで続くことになる。

## 鉄道

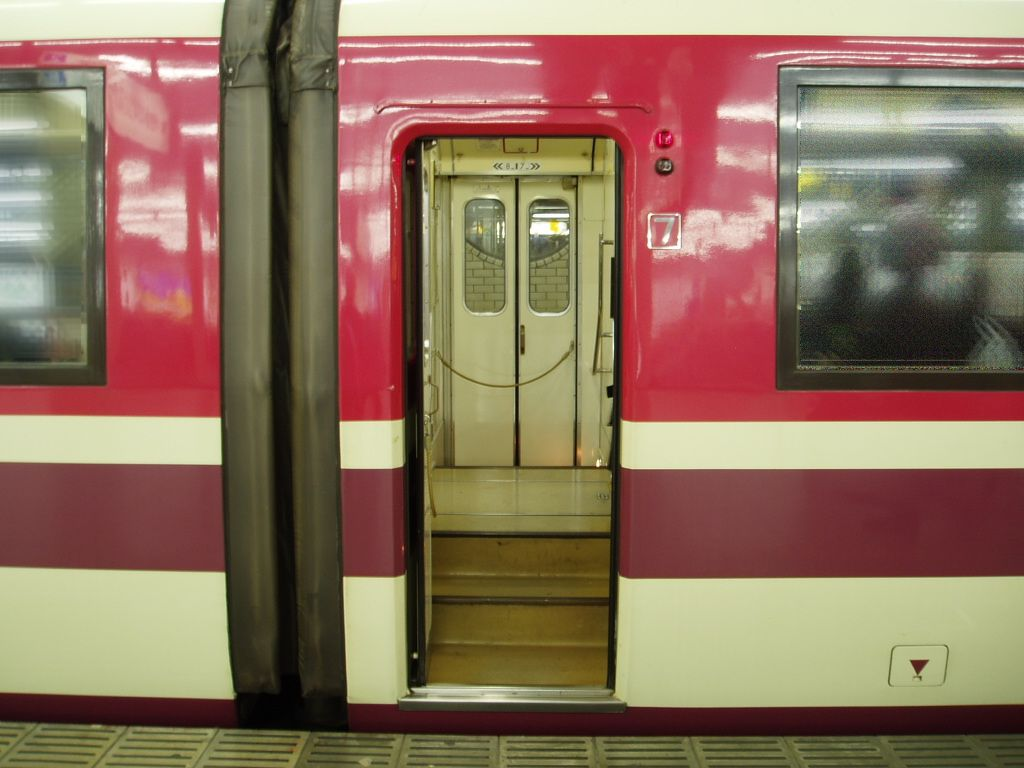
小田急10000形電車「HiSE」の客用扉。扉内部に階段が2段設けられている。

日本の鉄道においても、車窓からの展望をよく見せる目的で、主に特急列車や観光列車・団体専用列車（ジョイフルトレイン）用として、ハイデッカー構造にした鉄道車両が製造されている。
国内で最初のハイデッカー構造の鉄道車両は、1962年（昭和37年）に登場した近畿日本鉄道（近鉄）の団体車20100系「あおぞら」である。この車両は、世界初のオールダブルデッカー車とも言われているが、中間車の1階部分は付随車でありながら電動車に必要な機器で占められており、客席スペースは2階部分と両端の平屋部分のみしかないため、実質ハイデッカー車であった。
1980年代以降、複数の私鉄や日本国有鉄道（国鉄）・JRで、趣向を凝らしたハイデッカー車両が登場した。しかし、2000年（平成12年）に高齢者、身体障害者等の公共交通機関を利用した移動の円滑化の促進に関する法律（交通バリアフリー法）が制定されて以降は、新車・改造車などでハイデッカーを採用する例がほとんどなくなった。これは車椅子など使う、脚が不自由な身体障害者の移動を考慮した場合、段差があるハイデッカーは対応が難しいためとされる。
また、法制定以前に登場した車両についても、大規模な車両更新の際にはバリアフリー化が義務付けられていることから、段差を解消することが構造上難しいハイデッカー車は更新対象にならず、早期に廃車されることがある。
一例として、小田急電鉄が10000形の更新を行わなかったのは、ハイデッカー構造によりバリアフリー化が困難だったことが原因とされる。10000形は1987年（昭和62年）に登場したが、2005年（平成17年）に50000形の投入で廃車が始まり、登場後25年の2012年（平成24年）3月のダイヤ改正をもって営業運転を終了、その後長野電鉄へ譲渡（長野電鉄1000系電車）された一部の車両と小田急が保存した3両以外はすべて廃車となっている。また、1991年（平成3年）登場のハイデッカー車・ダブルデッカー車を連結している20000形も同様の理由で60000形へ置き換えられ、登場後21年の2012年3月のダイヤ改正にて10000形と同時に引退した。富士急行へ譲渡（富士急行8000系）された一部の車両と、小田急が保存した2両以外の車両は廃車された（なお長野電鉄、富士急行に譲渡された車両はバリアフリー化工事を行った上で営業運転を行っている）。
一方、10000形・20000形より車齢が高い7000形（1980年登場）は平屋構造で、交通バリアフリー法制定以前にバリアフリー対応工事を行っていたため、70000形に置き換えられる2018年（平成30年）まで運行を続けた。

### 私鉄
近鉄において20100系「あおぞら」以後では、1990年に製造された20000系「楽」で、先頭車後部の2階建て部分を除いて全車がハイデッカーとなっている。先頭車前部については展望を考慮し、前方へ進むにしたがって階段状に席を下げている。近年では観光需要に特化し設備を充実させた50000系「観光特急しまかぜ」で、先頭車のみにハイデッカーを採用している。この50000系は、近年では珍しくなったハイデッカーを採用する一方で、車椅子による乗降に対応した平屋構造の車両も連結している。また、2020年（令和2年）登場の80000系「名阪特急ひのとり」も先頭車のプレミアム車両にハイデッカーを採用している。
小田急においては「ロマンスカー」と称される特急形車両において多く採用された。1987年に登場した10000形は、先頭車前部の展望席を除いて全車ハイデッカーであるほか、1991年登場の特急「あさぎり」用20000形は、相互乗り入れ車両であるJR東海371系電車で採用された通常の床面高さではなくハイデッカーを採用した（20000形・371系ともダブルデッカーを連結している共通点はある）。
名古屋鉄道（名鉄）では、1984年（昭和59年）登場の8800系「パノラマDX」で採用したが、1両全体ではなく先頭車の展望席がある前部1/3のみであった。このレイアウトは、1988年（昭和63年）に登場した1000系「パノラマSuper」でも踏襲された。
伊豆急行の2100系でも、先頭車前部がハイデッカーとなっているが、近鉄20000系電車と同様に前方へ進むにしたがって階段状に席を下げている。
第三セクター鉄道では、1990年に北近畿タンゴ鉄道が製造したKTR001形「タンゴエクスプローラー」で採用例がある（2015年以降京都丹後鉄道 (WILLER TRAINS) が保有）。

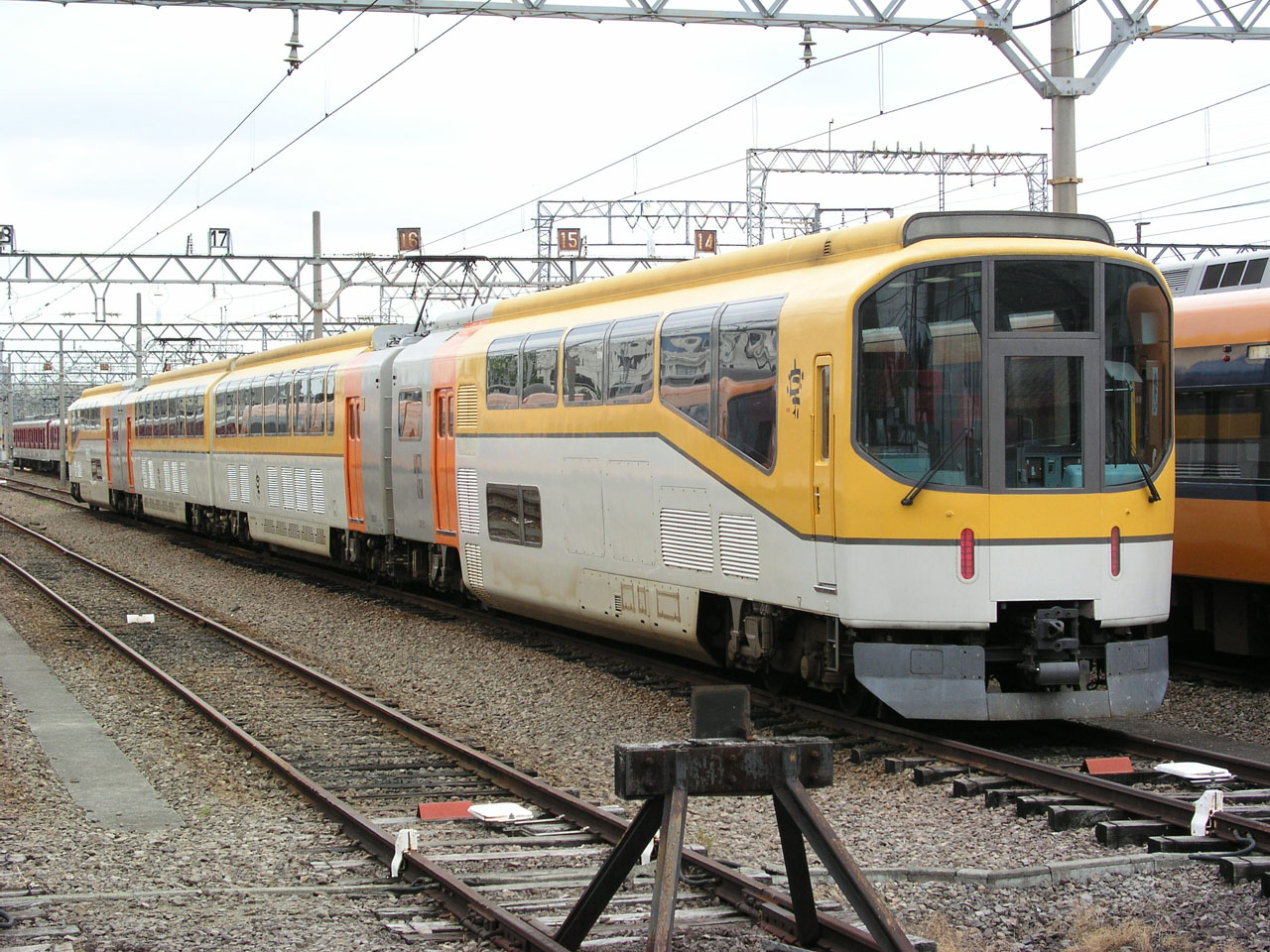
近鉄20000系電車「楽」
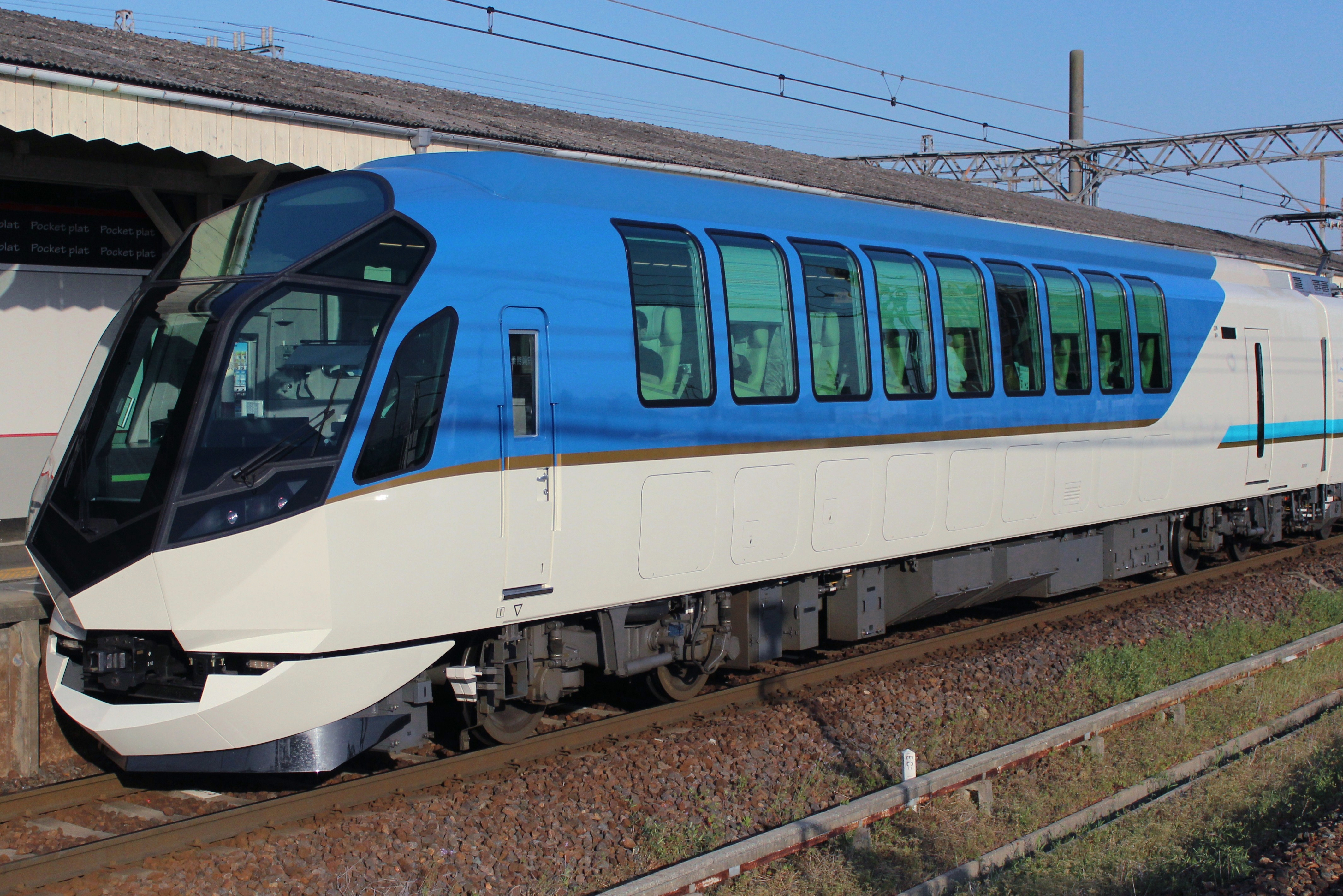
近鉄50000系電車「しまかぜ」
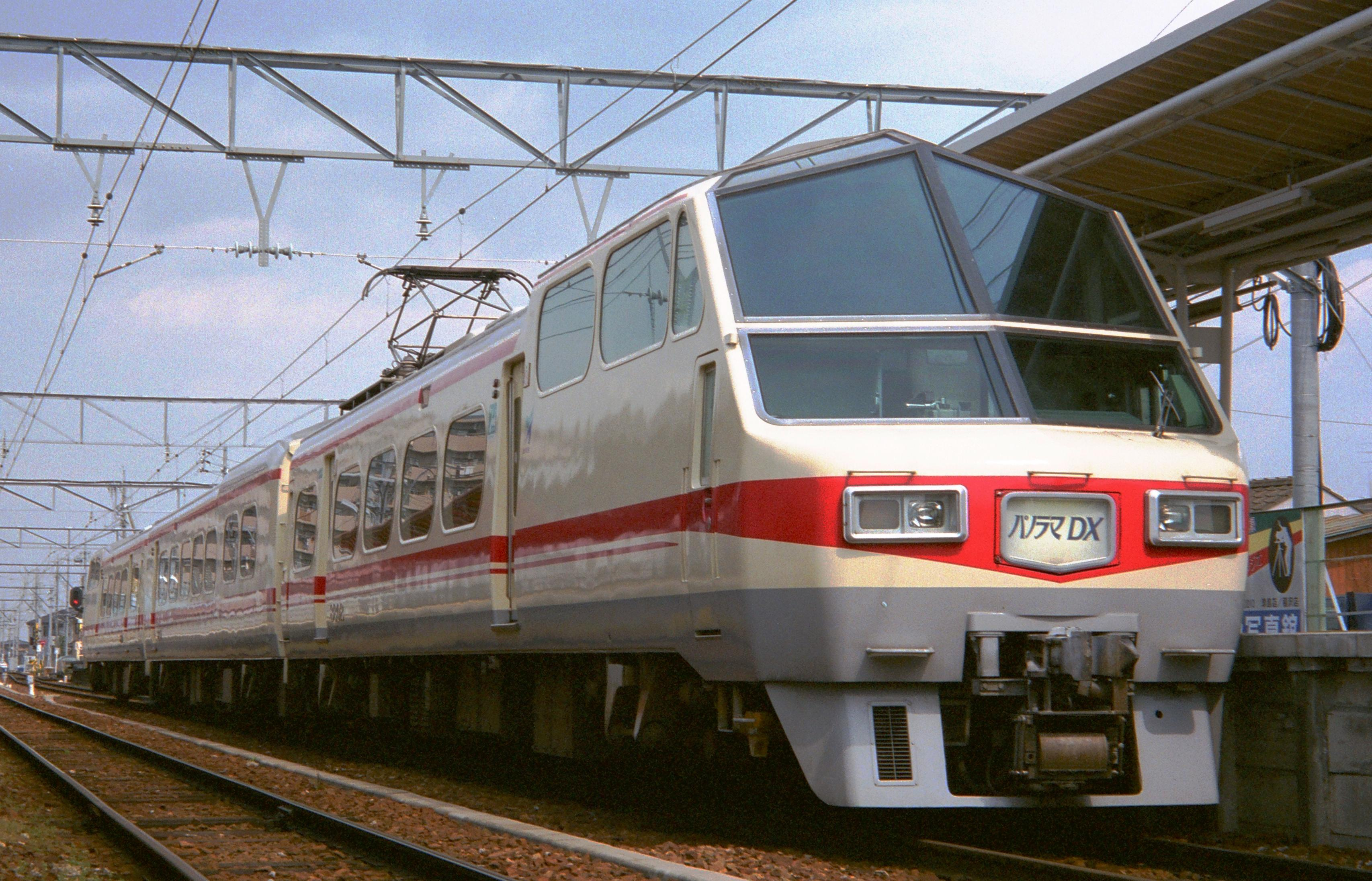
名鉄8800系電車（現存せず）
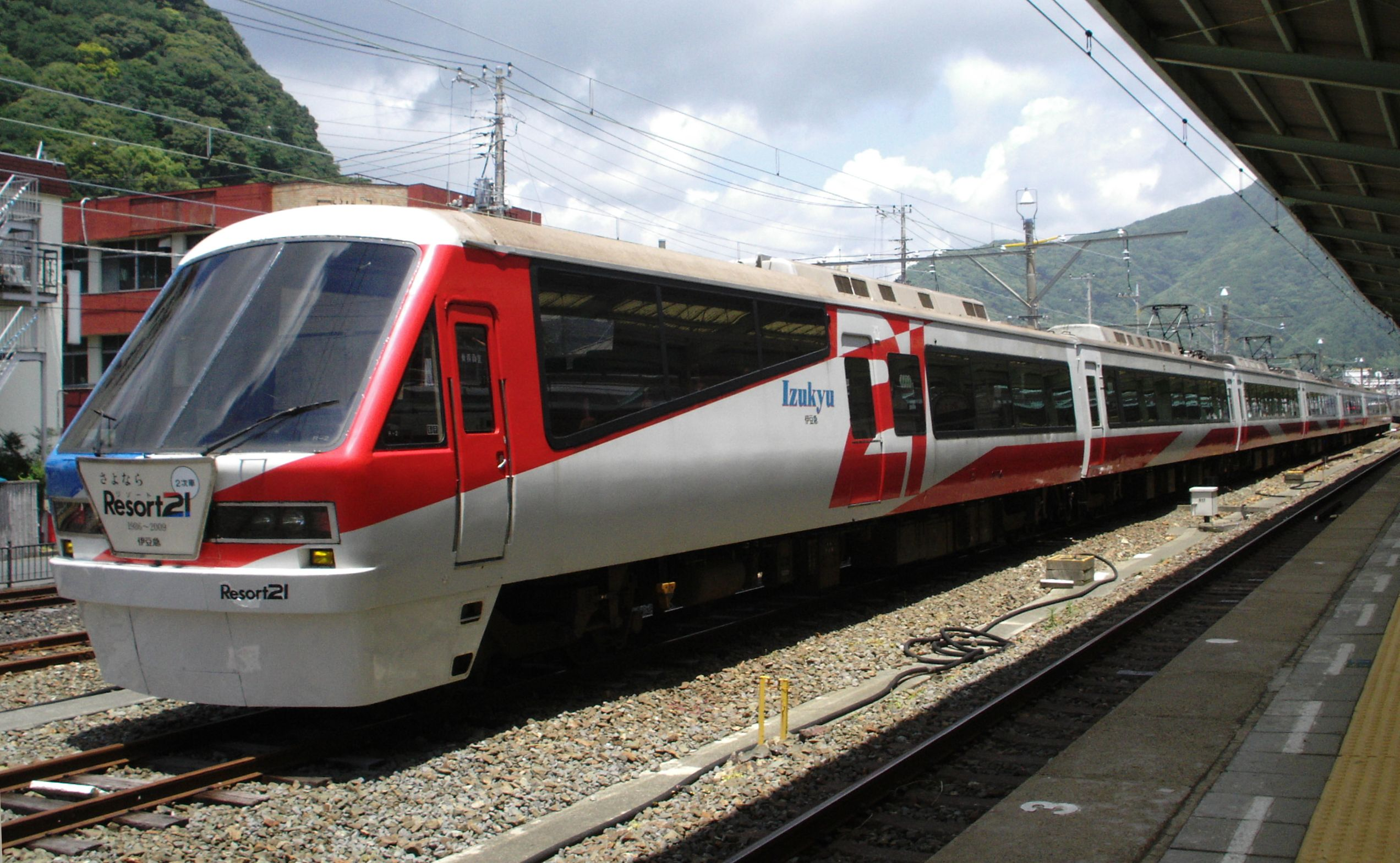
伊豆急行2100系電車
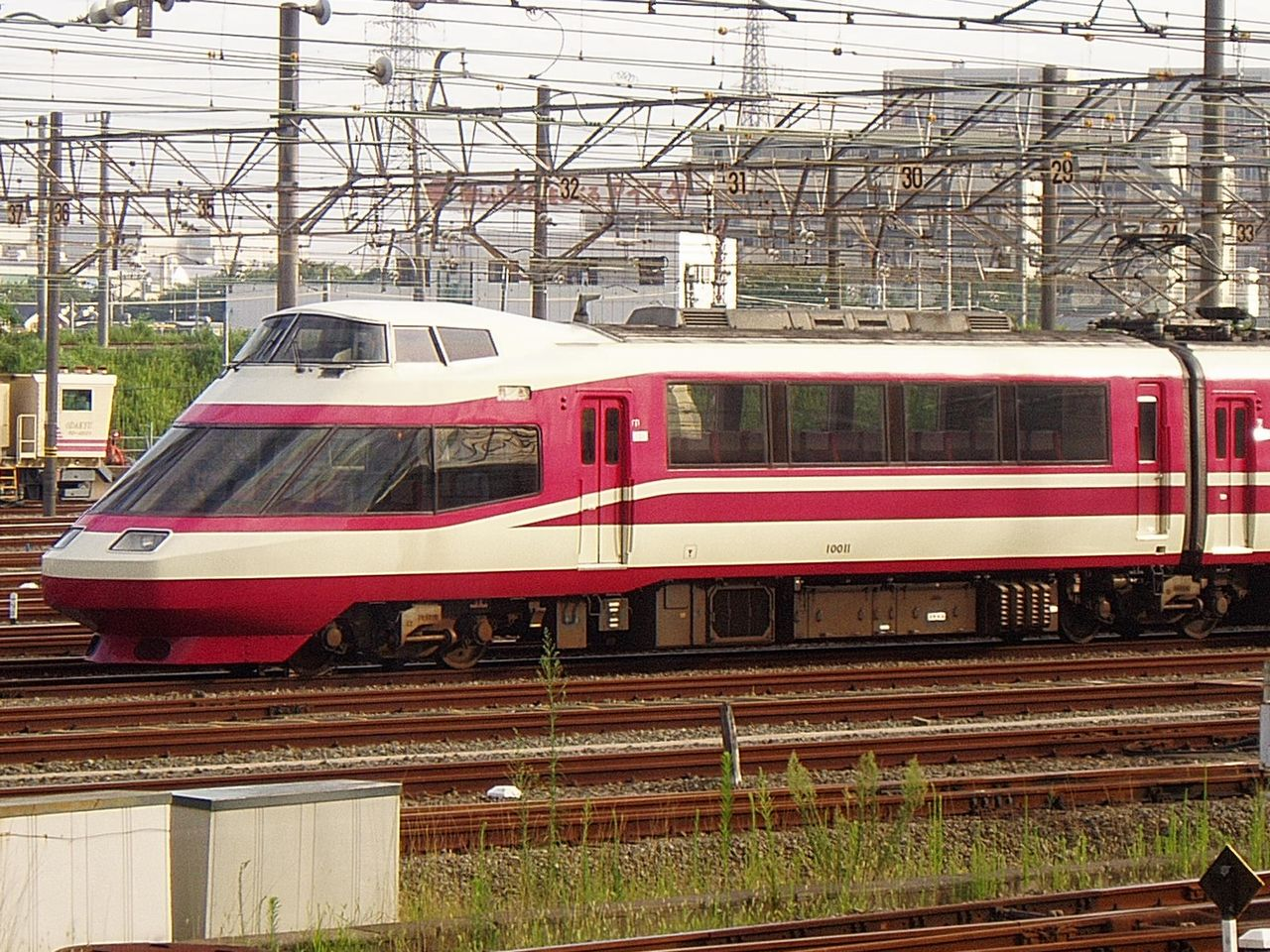
小田急10000形電車「HiSE」
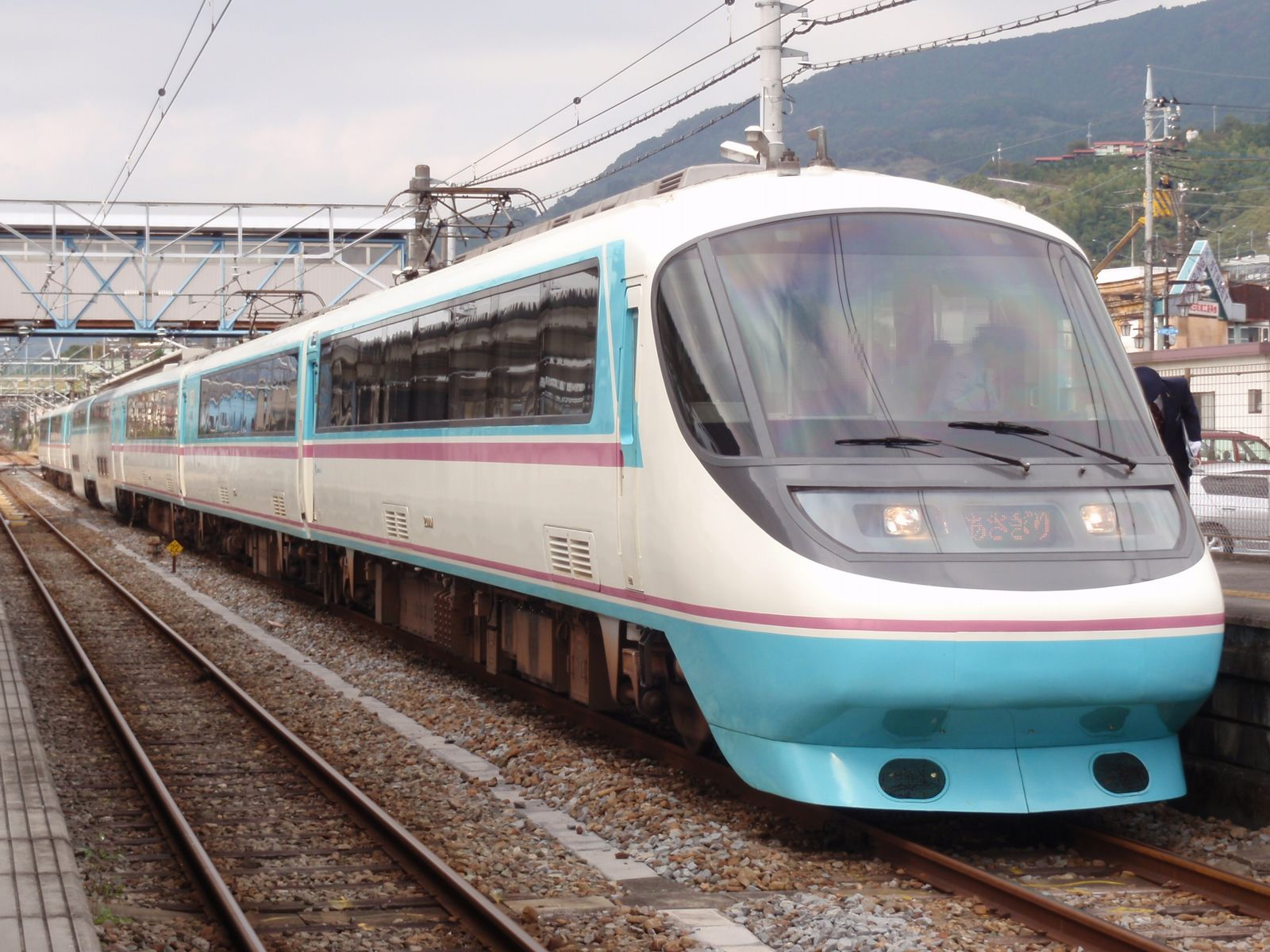
小田急20000形電車「RSE」

### 国鉄・JR
国鉄では、ジョイフルトレインとして1985年（昭和60年）に登場した「アルファコンチネンタルエクスプレス」で初めてハイデッカーを採用し、先頭車の展望席がある1/3前部をハイデッカー構造とした。このレイアウトは、その後登場した「ゆぅトピア」「サロンエクスプレスアルカディア」「フラノエクスプレス」などの多くのジョイフルトレインで採り入れられていた。
量産車および一般客向けとしては、1986年（昭和61年）にキハ183系500番台のグリーン車で初めて採用され、客室部分がすべてハイデッカーとなった。側面窓には、屋根まで回り込む大型の曲面ガラスを使用し、広い視界の展望を得られるように配慮されている。以後、国鉄・JRで登場するハイデッカー車は、曲面ガラスの側面窓も一緒に採用されていることが多い。
国鉄分割民営化後、1987年にJR北海道で登場したジョイフルトレイン「トマムサホロエクスプレス」では、3両編成すべてにハイデッカーを採用した。その後、1988年にハイデッカー中間車1両と平屋構造の食堂車1両の2両が増結されたため、編成すべてがハイデッカーではなくなったが、1998年（平成10年）からこの2両を編成から外したことにより、再びオールハイデッカー編成となった。JR北海道でその後に登場したリゾート車両の「クリスタルエクスプレス トマム & サホロ」（1989年）や「ノースレインボーエクスプレス」（1992年）でもハイデッカー構造が採用された。
国鉄・JRの電車で初めて採用された例は、1988年4月10日の瀬戸大橋線開業に伴い新設された快速マリンライナーに、国鉄末期から運用されていた213系にJR西日本が独自設計して新製・増結したグリーン先頭車クロ212形で採用された。また、この車両と同じ車体構造をもつジョイフルトレインとして、「スーパーサルーンゆめじ」も同時期に製作された。
JR東日本では、1990年に特急「スーパービュー踊り子」用として登場した251系が初の採用であり、10両編成のうち先頭2両とグリーン車1両のダブルデッカー3両を除いた中間車7両がハイデッカーであった。また、1992年（平成4年）登場のダブルデッカー通勤車両215系は、機器搭載スペースの関係で10両編成中の先頭車2両のみハイデッカーとされた。
JR東海では、1989年に「ワイドビューひだ」用として登場したキハ85系のみで採用されているが、他社のハイデッカー車両とは異なり通路部分の床高さはそのままで、座席部分の床のみを高くした変則的なハイデッカー構造となっている（この構造は、他社ではJR東日本の183系グレードアップ車両でも見られる）。後年、バリアフリー化のため低い位置に車椅子用座席が設置されている。
客車では、1987年登場の「あすか」（JR西日本）のフリースペース車、1989年（平成元年）登場の「トワイライトエクスプレス」（同）に連結されているサロンカー「サロンデュノール」、2000年に「SLばんえつ物語」（JR東日本）用として増結された展望車などがある。
JR各社もバリアフリー上の観点から、近年の新型車両ではハイデッカーを採用しない傾向が増えており、本項で記述したハイデッカー車もキハ183系500番台のグリーン車および「SLばんえつ物語」の展望車を除き全廃されている。

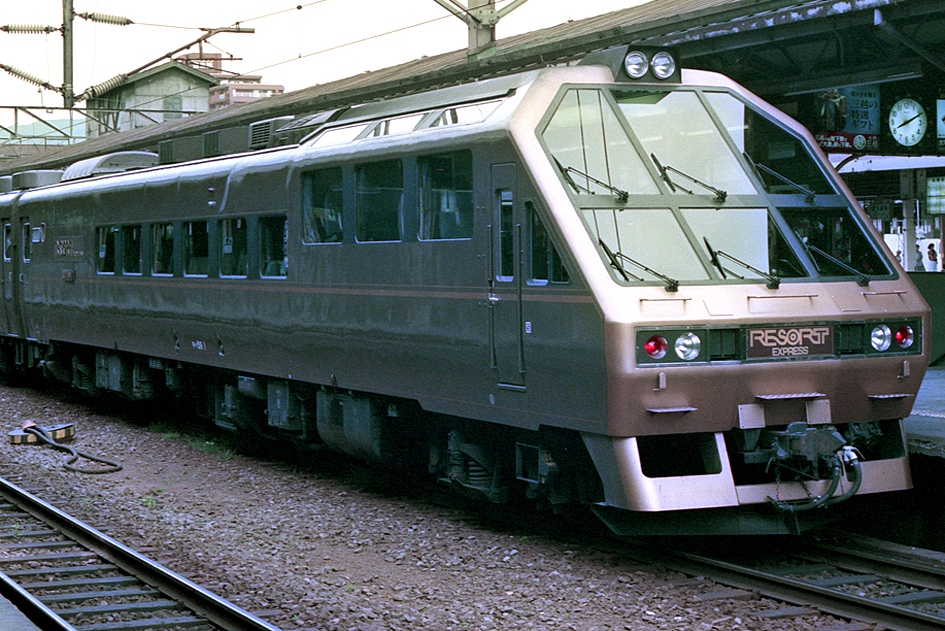
アルファコンチネンタルエクスプレス（現存せず）
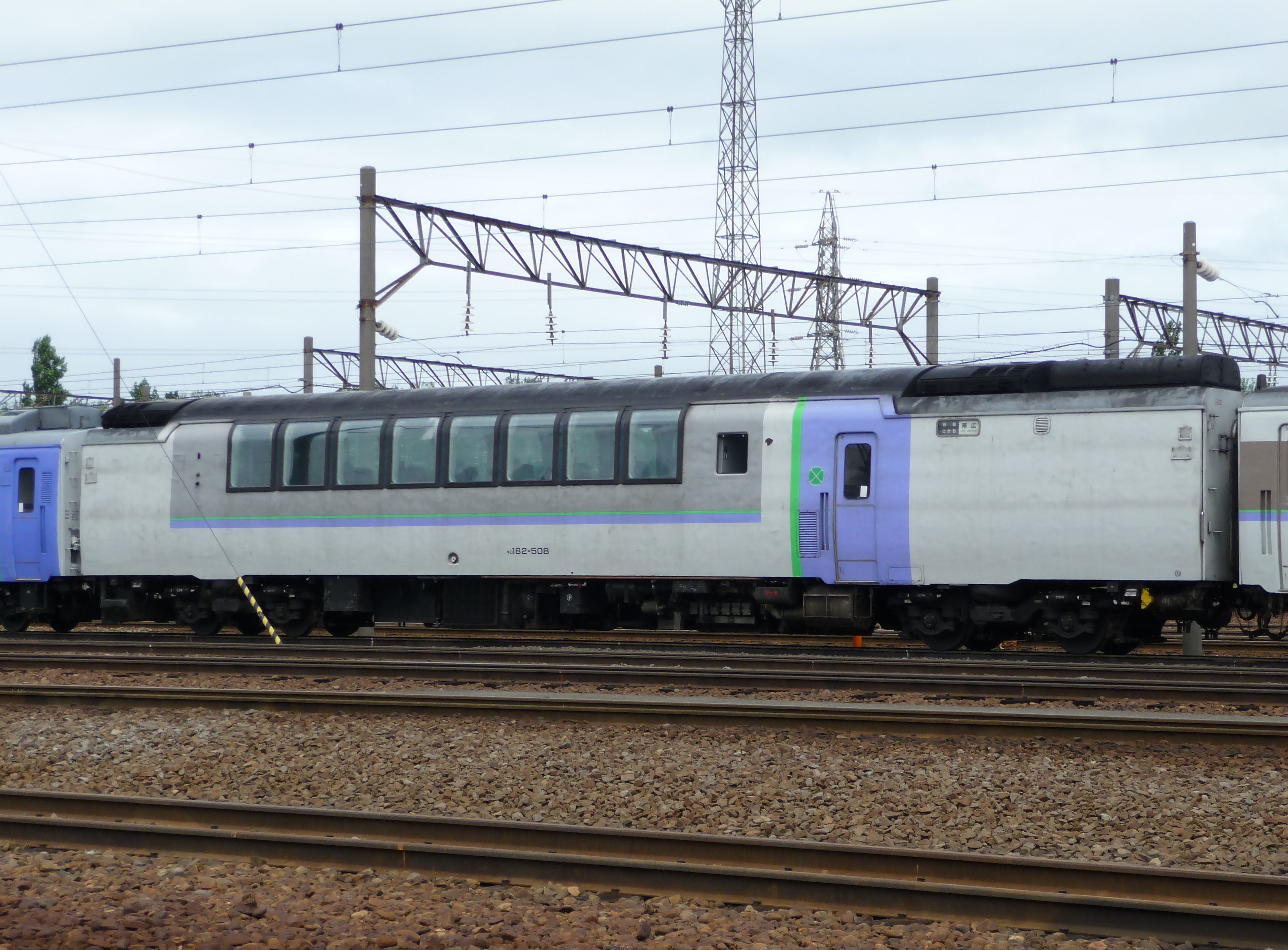
キハ183系500番台のグリーン車
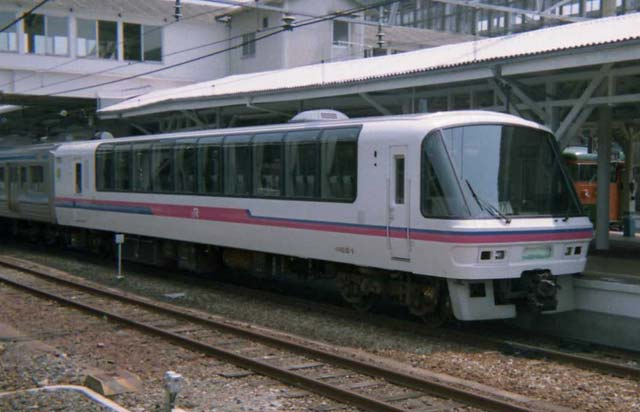
213系マリンライナー用グリーン車（現存せず）
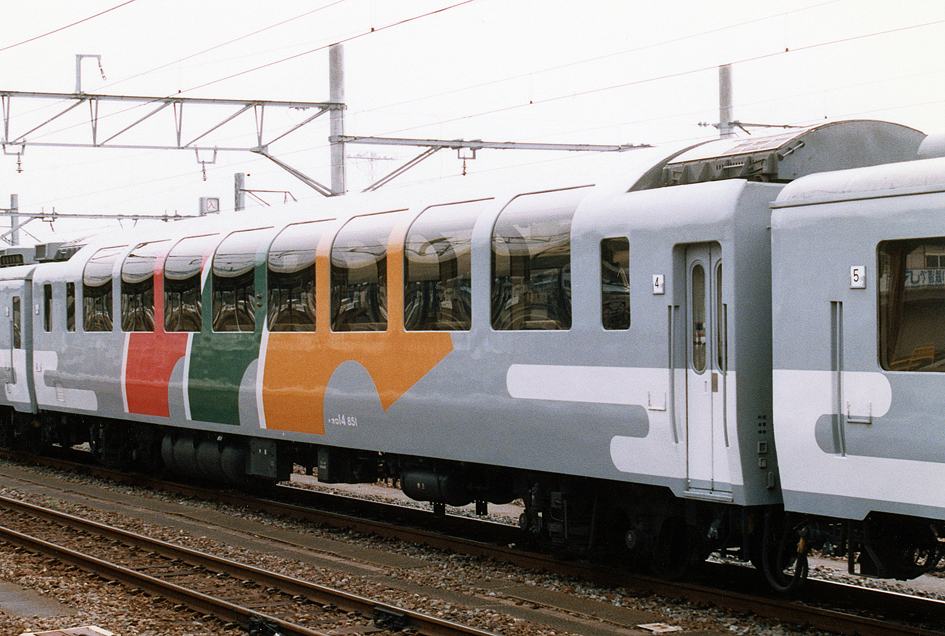
あすか（現存せず）
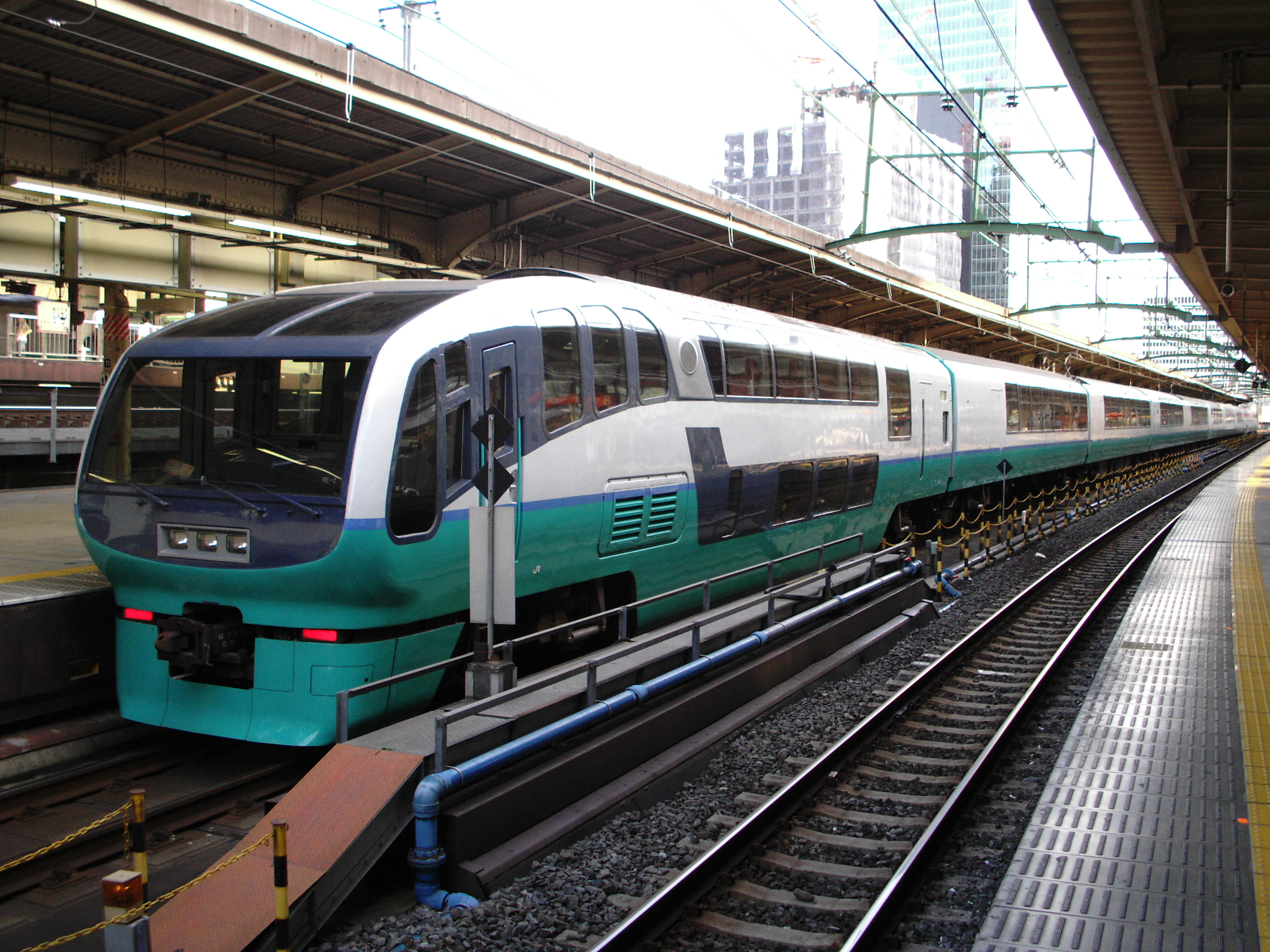
251系（現存せず）